# Рик Смитс
Рик Смитс (енгл. Rik Smits; Ајндховен, 23. август 1966) бивши је холандски кошаркаш. Играо је на позицији центра.
На НБА драфту 1988. одабрали су га Индијана пејсерси као 2. пика.

## Успеси

### Појединачни
- НБА Ол-стар меч (1): 1998.
- Идеални тим новајлија НБА — прва постава: 1988/99.